# Může za to Líza
Může za to Líza (v anglickém originále Blame It on Lisa) je 15. díl 13. řady (celkem 284.) amerického animovaného seriálu Simpsonovi. Scénář napsal Bob Bendetson a díl režíroval Steven Dean Moore. V USA měl premiéru dne 31. března 2002 na stanici Fox Broadcasting Company a v Česku byl poprvé vysílán 4. listopadu 2003 na stanici ČT1.

## Děj
Marge zjistí, že Simpsonovi mají kvůli telefonátu do Brazílie účet za telefon ve výši 400 dolarů. Poté, co telefonní společnost rodině odpojí telefon a Homer se opakovaně zraní, když se ho snaží zprovoznit, Líza přizná, že do Brazílie volala ona, aby byla v kontaktu s Ronaldem – sirotkem, kterého sponzoruje. Až donedávna od něj dostávala každý měsíc dopisy; když přestaly chodit, zavolala do sirotčince, kde pobýval, a dozvěděla se, že se ztratil. Jakmile Líza Marge přehraje Ronaldův vzkaz na videokazetě, že si za její peníze koupil taneční boty, rozhodnou se Homer, Marge a Bart, že s ní poletí do Brazílie a najdou ho. Maggie nechají v péči Patty a Selmy. 
Když Simpsonovi dorazí do Ria de Janeira, začnou Ronalda hledat – nejprve v městských slumech, pak v jeho sirotčinci –, ale bez úspěchu. Po rozdělení se do dvojic, aby prošli větší území, jsou Homer a Bart okradeni dětským gangem a později uneseni taxíkem. Bart uteče, aby únos oznámil Marge a Líze, a únosci odvezou Homera do úkrytu v brazilském deštném pralese a požadují za jeho propuštění 50 000 dolarů. Zdá se, že Homer je odsouzen k záhubě, protože jeho rodina má našetřeno jen 1200 dolarů, a šokující velkorysá nabídka pana Burnse, že si cenu výkupného odpracuje, vyvolá u Homera silný odpor. Vočko přiměje Homera, aby souhlasil s tím, že mu pošle 50 000 dolarů, a Ned nabízí jen naději a modlitby, když po něm Homer chce, aby mu poslal jednou tolik. 
Protože nemají jinou možnost, zbývající tři Simpsonovi začnou Homera hledat. Dostanou se do karnevalového průvodu, během něhož Líza najde Ronalda, jenž nyní pracujíce jako tanečník v kostýmu plameňáka v populárním (a poměrně riskantním) dětském televizním programu. Vysvětlí jí, že k této práci a vysokému platu ho dovedly boty, které si koupil, a dá Simpsonovým potřebných 50 000 dolarů s tím, že jelikož nemá rodiče, není nikdo, kdo by si jeho výdělek ukradl pro sebe.
Když dorazí na místo setkání, které únosci domluvili – na přilehlé lanovky nad horou Sugarloaf –, zjistí, že se u Homera rozvinul stockholmský syndrom a na památku únosu si udělal album. Homer přehodí peníze do druhé kabiny lanovky a skočí do ní, nicméně se její lano přetrhne a kabina spadne ze svahu dolů. Simpsonovi přežijí bez úhony a Homer děkuje rodině, že ho vytáhla z problémů. Barta vzápětí celého spolkne anakonda, ale nic si z toho nedělá a začne tančit na hudbu samba.

## Produkce
Díl napsal Bob Bendetson a režíroval Steven Dean Moore. Při tvorbě scén odehrávajících se v Brazílii animátoři vycházeli z fotografií pořízených členem štábu, který tuto zemi předtím navštívil. Tato epizoda není první, v níž Simpsonovi cestují mimo Spojené státy. V průběhu seriálu navštívili Austrálii, Kanadu, Čínu, Francii, Izrael, Japonsko, Irsko a Velkou Británii. Na jejich návštěvu Brazílie později odkazuje díl 18. řady Akvamanželka (2007), ve kterém se rodina vydává na ostrov zvaný Barnacle Bay, o němž zjistí, že byl zdevastován nadměrným rybolovem.
V epizodě se objevuje několik odkazů na populární kulturu. Název odkazuje na film Za to může Rio z roku 1984, který se také odehrává v Brazílii. Když se Homer a Bart procházejí po pláži Copacabana, hraje slavná píseň „Aquarela do Brasil“ z roku 1939. Teleboobies je parodií na dětský televizní seriál Xuxa, jenž vzbudil stížnosti kvůli odhalujícímu oblečení, které nosí moderátorka, brazilská herečka a zpěvačka Xuxa. Název Teleboobies je odkazem na britský televizní seriál Teletubbies. Kreslený film Itchy a Scratchy, jejž Homer a Bart sledují na začátku epizody, paroduje film Georgese Mélièse Cesta na Měsíc z roku 1902. Itchy a Scratchy hrají golf, když Itchy udeří golfovou holí Scratchyho do hlavy, a tak jeho hlava narazí do muže na Měsíci stejně jako raketa ve filmu. Podle showrunnera Ala Jeana požádali členové štábu Simpsonových amerického golfistu Tigera Woodse, aby v tomto kresleném filmu hostoval, ale byli odmítnuti.

## Vydání
V původním vysílání na stanici Fox ve Spojených státech dne 31. března 2002 získal díl rating 6,3 podle Nielsena a vidělo ho přibližně 11 milionů diváků. V týdnu od 25. do 31. března 2002 se tento díl umístil na 43. místě ve sledovanosti, čímž se vyrovnal nové epizodě komediálního seriálu George Lopez a zpravodajskému pořadu 48 hodin. Kromě toho se stal nejsledovanějším pořadem stanice Fox v daném týdnu. 24. srpna 2010 byl díl s vydán na DVD a Blu-ray jako součást box setu The Simpsons – The Complete Thirteenth Season. Členové štábu Steven Dean Moore, Al Jean, Matt Groening, Matt Selman, Tim Long, John Frink, Don Payne, Joel H. Cohen, Matt Warburton, David Silverman a Mike B. Anderson se podíleli na audiokomentáři k epizodě na DVD.
Bendetson byl za svou práci na dílu nominován na Cenu Sdružení amerických scenáristů v kategorii animace, ale prohrál s Kenem Keelerem, scenáristou epizody Futuramy Božský Bender.
Přijetí dílu televizními kritiky bylo smíšené. Casey Broadwater z Blu-ray.com jej označil za nejlepší epizodu sezóny. Colin Jacobson z DVD Movie Guide tvrdil, že není tak vtipný jako některé jiné díly, jež si dělaly legraci z národů. Dodal, že epizoda „vyvolá občasný smích a stejně jako většina (dílů 13. řady) není špatná, ale není ani nezapomenutelná“. Jennifer Malkowski z DVD Verdictu uvedla jako vrchol dílu album vzpomínek na únos, které Homer vytvořil.

### Reakce v Brazílii
Krátce po odvysílání ve Spojených státech se díl setkal v Brazílii s negativním přijetím. Podle deníku The Washington Post se „okamžitě zrodilo mediální šílenství“, když se o epizodě začalo psát v místních novinách a ve zpravodajských pořadech brazilské televize. V článku uveřejněném v deníku Houston Chronicle 8. dubna 2002 se uvádí, že kritici v zemi byli rozladěni zařazením klišé a stereotypů, které se netýkají Brazílie, jako například, že Brazilci mají španělský přízvuk a nosí knír. Obecně Brazilci vnímali, že epizoda směšuje jejich kulturu s kulturou okolních španělsky mluvících zemí Latinské Ameriky. Alex Bellos, korespondent deníku The Guardian v Brazílii, poznamenal, že jednou z věcí, jež Brazilce rozčilovaly, bylo mnoho nepřesností, které se v dílu objevily, například konga a macarena, jež jsou údajně v Brazílii populárními tanci; conga je ve skutečnosti karibský tanec a macarena nepochází z Brazílie a ani se tam často nepředvádí.
Dne 6. dubna 2002 brazilská média oznámila, že Riotur, turistické sdružení Ria de Janeira, hodlá Fox zažalovat za poškození mezinárodního obrazu města.
Riotur uvedl, že Rio de Janeiro bylo v Simpsonových zobrazeno jako město s bující pouliční kriminalitou, únosy, chudinskými čtvrtěmi a zamořením krysami, což mělo odradit zahraniční návštěvníky od návštěvy města. Během tří let od odvysílání dílu ve Spojených státech utratil Riotur 18 milionů dolarů za kampaň, která měla přilákat turisty do Ria de Janeira. Turistický úřad to nyní považoval za vyhozené peníze, protože podle něj kampaň podkopalo zobrazení města v epizodě. Plánovanou žalobu společnosti Riotur podpořila brazilská vláda, prezident Fernando Henrique Cardoso prohlásil, že díl „přinesl zkreslenou vizi brazilské reality“.
Martin Kaste, jihoamerický spolupracovník National Public Radio, 9. dubna 2002 uvedl, že od oznámení, že se chystají žalovat společnost Fox, bylo představitelům Rioturu jejich právníky ve Spojených státech sděleno, že žalovat díl tam bude obtížné kvůli prvnímu dodatku Ústavy Spojených států, který chrání parodie. Výkonný producent Simpsonových James L. Brooks brzy vydal prohlášení, v němž uvedl: „V případě, že by žaloba byla podána, bylo by to obtížné. Omlouváme se krásnému městu a obyvatelům Ria de Janeira. A pokud to problém nevyřeší, Homer Simpson nabízí, že se utká s prezidentem Brazílie v pořadu Fox Celebrity Boxing.“. Mluvčí Foxu sdělili tisku, že u předchozích epizod, které si dělaly legraci z jiných národů, nezaznamenali zdaleka tolik kritiky. Showrunner Al Jean v jednom rozhovoru uvedl: „Každé jiné místo mělo dobrý smysl pro humor. Brazílie nás překvapila.“. Když se díl nakonec v prosinci 2002 v Brazílii vysílal, na začátku stálo prohlášení, že Fox není zodpovědný za vizi producentů, kteří za epizodou stojí.
V pozdějším dílu Rozhodčí je Homer rodina opět Brazílii navštívila.